# Eoevlanella
Eoevlanella is een geslacht van uitgestorven kreeftachtigen uit de klasse van de Ostracoda (mosselkreeftjes).

## Soort
- Eoevlanella marginata Polenova, 1974 †